# Francesca Barro
Pas d'image ? Cliquez ici

a Compétitions nationales et continentales officielles uniquement.

b Matchs officiels uniquement.
Francesca Barro, née le 4 août 1999 à Turin (Italie), est une joueuse internationale italienne de rugby à XV évoluant au poste de pilier.

## Biographie
Francesca Barro naît le 4 août 1999 à Turin en Italie. En 2022, elle joue pour le club de Valsugana Rugby de Padoue. Elle n'a qu'une sélection en équipe d'Italie quand elle est retenue en septembre 2022 pour disputer sous les couleurs de son pays la Coupe du monde de rugby à XV en Nouvelle-Zélande.